# Theobroma velutinum
Espèce
Classification APG III (2009)
Synonymes
- Cacao guianensis Aubl.
- Herrania guianensis Sagot ex K. Schum.
- Herrania guyanensis Sagot
- Theobroma guianense (Aubl.) J.F.Gmel.
- Theobroma speciosum auct. non Willd. ex Spreng., 1826, sensu Uittien, 1932[1]

Theobroma velutinum est une espèce d'arbre néotropicale, proche du cacaoyer cultivé, appartenant à la famille des Malvaceae (anciennement des Sterculiaceae).
En Guyane, on l'appelle Cacao, Cacao sauvage, Cacahuette sauvage, Cacao grand-bois (Créole), Busi kakao, (Aluku), Boesi kakaw (Nenge tongo), Cacaurana (Portugais),.

## Description
Theobroma velutinum est un petit arbre pouvant atteindre jusqu'à 10(14) m de haut, avec une écorce grise mouchetée de blanc, et un bois de couleur crème.
Ses feuilles ont un limbe vert, plus ou moins bullé, et glabre dessus, long de 20-35(40) cm pour 10-18(24) cm de large, densément tomenteux velouté à poils étoilés grisâtres ou rousseâtres dessous, de forme oblong-ovale ou oblongue lancéolée aigüe, plus ou moins symétrique, à l'apex acuminé et mucroné, à base arrondie, obtuse ou parfois subcordée ou clivée (rarement), à marges entières, légèrement sinueuses ou denticulée.
Le pétiole est robuste, tomenteux (pubescence étoilée) et long de 1(2) cm (parfois fin, long de 5-6 cm et seulement tomenteux sur le dessus), non pulviné, coudé.
Les grandes inflorescences d'un pourpre noirâtre, sont cauliflores, ramifiées en faisceaux denses, comportant de nombreuses fleurs à pédicelles velus.
Les fleurs rouge foncé, dégagent une odeur citronnée.
Le calice de couleur rouge lie de vin ou brun rougeâtre foncé, porte des lobes lancéolés-oblongs, aigus, long de (0,8)1,5 cm.
La corolle de forme obovale-oblongue, est composée de pétales capuchonnés rouges, mesurant jusqu'à 7 × 3 mm, à 3 nervures ; le limbe des pétales, est de forme sub-trapézoïdal, long de 6 à 7,5 mm, de couleur lie-de-vin clair, et légèrement sinueux à l'apex. Les pétales comportent une ligule largement obcordée, subsessile ovale émarginée.
L'androcée est composée de 3 étamines portant une anthère, ainsi que de staminodes de forme oblongue lancéolées-subulées, charnues, longues d'environ 6 mm, de couleur rouge vin foncé.
Le fruit est une cabosse jaune, ellipsoïde-globuleux, à 5 côtes épaisses et proéminentes, obtuse, tomenteuse (poils doux, étoilés, veloutés), longue de 8-10 cm pour 6-6,5(8) cm de large, et contenant environ 15-30 graines,,,.

## Répartition
Theobroma velutinum est une espèce endémique du plateau des Guyanes : Est du Suriname (bassin du Maroni), Guyane, Amapá et Pará (bas Jari).

## Écologie
Theobroma velutinum pousse  dispersé dans les forêts de terre ferme non inondées. En Guyane, il fleurit en avril, septembre, octobre, novembre, et fructifie en mai, août.
Theobroma velutinum aurait été une espèce disséminée par la mégafaune du Pléistocène.

## Utilisations
Les fruits de Theobroma velutinum sont comestibles : la pulpe est consommée crue,.

## Histoire naturelle

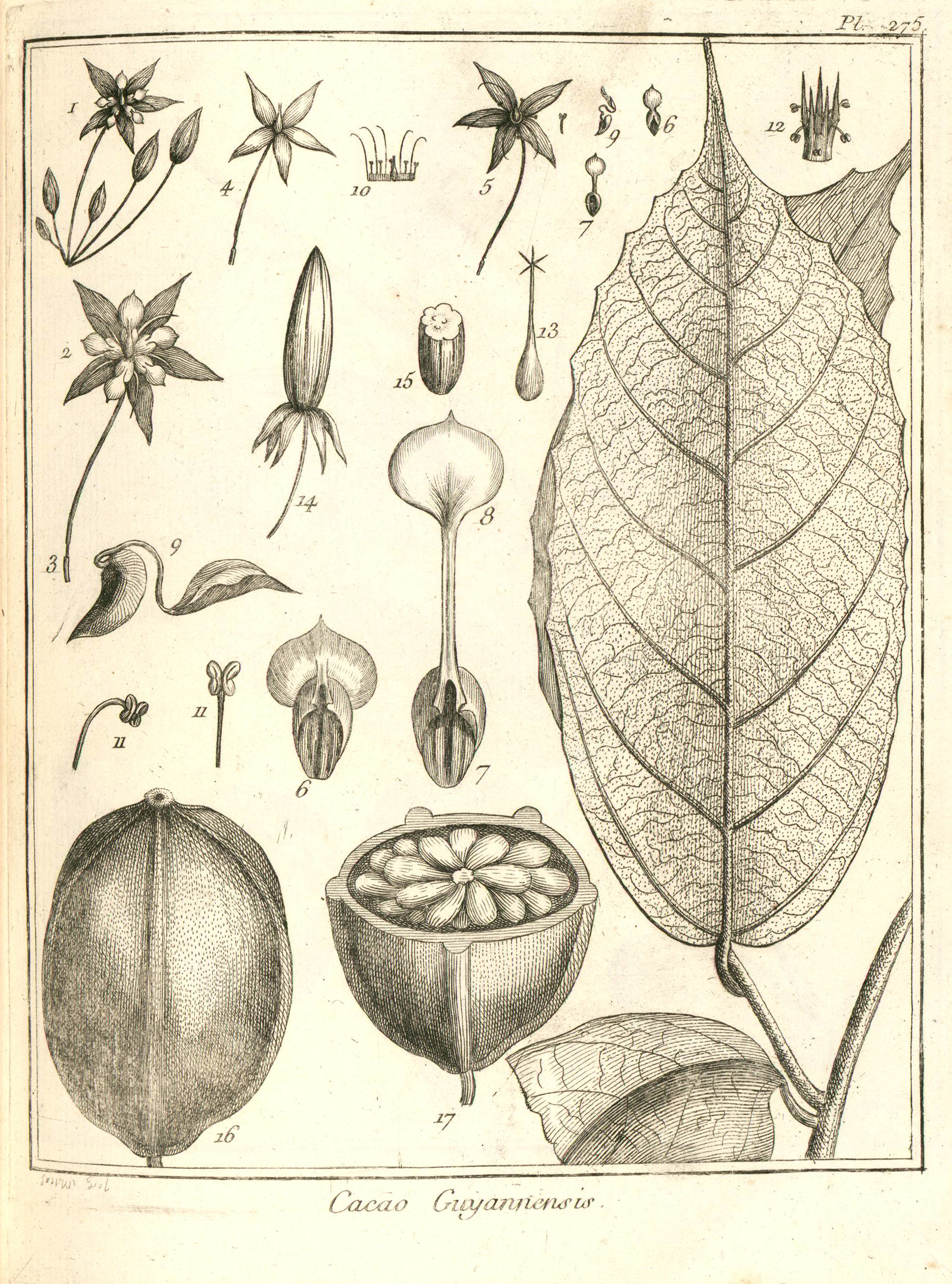
Theobroma velutinum : Planche 278 par Aublet (1775)
L'on a groſſi une fleur, le piſtil, des pétales détaches & des étamines. - 1. Paquet de fleur. - 2. Fleur épanouie. - 3. Articulation du pédoncule de la fleur. - 4. Calice. Piſtil. - 5. Calice, piſtil. Étamines. - 6. Pétale vu en deſſus dans ſon état naturel. - 7. Partie inférieure du pétale. Voûte & cavité dans laquelle ſe cachent les anthères. - 8. Partie ſupérieure du pétale qui ſe prolonge en un feuillet long, étroit, terminé par une lame en forme de cœur. - 7. Pétale de grandeur naturelle. - 9. Pétale de grandeur naturelle, vu lorſque la fleur eſt flétrie. - 10. gaîne ouverte qui porte les étamines & un filet entre chaque étamine de grandeur naturelle. - 11. Étamine redreſſée. - 11. Étamine repréſentée comme elle eſt courbée naturellement. - 12. Gaîne groſſie avec ſes filets & les étamines, repréſentée fortant de la voûte & cavité du pétale. - 13. Ovaire. Style. Stigmates. - 14. Ovaire avec le calice. - 15. Ovaire coupe en travers. - 16. Capſule. - 17. Capſule coupée en traverse.

En 1775, le botaniste Aublet propose la diagnose suivante pour Cacao guianensis (synonyme de Theobroma velutinum Benoist) : 
« CACAO (Guianenſis) fructu ovato, quinquangulari, tomentoſo, rufeſcente. (TABULA 275.)

Arbor mediocris, trunco quinque-pedali, ramoſo ; ramis hinc & indé ſparſis : ſæpè plures trunci ex cadem radice prodeunt. Folia alterna, ampla, ovato-oblonga, acuta, ſupernè glabra, viridia, infernè tomento cinereo tecta, ſubdentata, denticulis minimis, remotis, brevi petiolata. Stipulæ binæ, exiguæ, oppoſitæ, decidual. Flores pedunculati ſupra truncum & ramos, tres, quatuor, quinque, ſex, in codem puncto erumpentes, inter quos plures abortivi. 
Florebat, fructumque ferebat Septembri. 
Habitat in ſylvis, locis paludoſis Maripa, Aroura, Sinémari & circa amnem Galibienſem. 

Nonien Caribamm CACAO; Gallicum CACAO SAuvage. »

« LE CACAOIER anguleux. (PLANCHE 275.).
Cette eſpèce de Cacaoier pouſſe de ſa racine un ou pluſieurs troncs. Lorſqu'il n'y a qu'un tronc, il s'élève de quatre à cinq pieds, ſur cinq à ſix pouces de diamètre. à meſure qu'il ſe prolonge, il jette des branches inclinées qui ne s'étendent pas au loin ; elles ſont chargées de rameaux garnis de feuilles alternes, oblongues, ovales, légèrement dentelées, terminées par une longue pointe, vertes, liſſes en deſſus, couvertes en deſſous d'un duvet ras & cendré. Leur pédicule eſt court, velu, creuſé en gouttiere en deſſus, convexe en deſſous, & accompagne à ſa naiſſance de deux petites stipules oppoſées, qui tombent de bonne heure. Les plus grandes feuilles ont huit pouces de longueur, ſur trois de largeur. La hauteur totale de cet arbre eſt d environ quinze pieds. lorſqu'il, a pluſieurs troncs qui partent d'une même racine, ils ſont branchus des le bas, moins gros ; mais ils ont a peu près la même hauteur que le précédent. Leur écorce eſt rouſſâtre, un peu raboteuſe. Leur bois eſt blanc, caſſant & léger. 
Les fleurs naiſſent pour l'ordinaire par petits paquets de quatre, de cinq, de ſix, & plus, iſolées çà & là ſur le tronc & ſur les branches. Chaque fleur eſt portée ſur un pédoncule Ample, grêle, qui paroit articulé vers ſa baſe. 
Le calice eſt d'une ſeule pièce profondément découpé en cinq parties longues, concaves & aiguës, vertes en dehors, & jaunâtres en dedans. 
La corolle eſt à cinq pétales jaunâtres, dont la partie inférieure eſt extérieurement convexe, arrondie. Elle eſt intérieurement concave, marquée de trois cannelures. Elle eſt voûtée par le haut, & ouverte dans tout le reſte de ſa longueur à ſa face interne. Cette ouverture porte à ſon ſommet à droite & à gauche un petit feuillet qui ſe prolonge en une longue lanière très étroite, terminée par une lame arrondie, aiguë, en forme de cœur. Cette lanière ſe couche ſur la voûte de la partie ſupérieure & extérieure du pétale ; elle ſe replie enſuite de manière que ſes deux extrémités ſe touchent, & que la lame qui la termine s'incline en dehors. Ces cinq pétales ſe rapprochent par leur partie inférieure, & forment un anneau cannelé ; ils ſont attachés par un large onglet au bas de la gaîne qui porte les étamines. 
Les étamines ſont au nombre de cinq, qui ſortent du haut d'une gaîne laquelle entoure le piſtil. Cette gaîne eſt courte, attachée au fond du calice ; elle porte cinq longs filets places entre chaque étamine. Les filets des étamines ſont courbés en dehors, & portent chacun une anthère à deux bourſes ſéparées & écartées, réunies ſeulement a leur partie moyenne, ou elles ſont comme étranglées, de manière que chaque bourſe paroit être ſéparée en deux. Le filet s'inſère dans cette partie moyenne de l'anthère, & chaque bourſe s'ouvre en deux valves; Ces anthères ſont logées dans la cavité de chaque pétale. 
Le piſtil eſt un ovaire arrondi, ſurmonté d'un style cannelé, terminé par un stigmate à cinq rayons. 
L'ovaire devient une capsule ovoïde à cinq arrêtes arrondies ; ſaillantes ; elle eſt couverte d'un duvet ras, de couleur fauve. à ſon extrémité ſupérieure eſt une éminence qui eſt un reſte du débris du ſtyle. Cette capſule ne s'ouvre pas. Elle eſt à cinq loges ſéparées par des cloiſons membraneuſes, & remplies d'amandes enveloppées d'une ſubſtance gélatineuſe, blanche & fondante. Ces amandes ſont attachées par un cordon ombilical a l'angle interne de la loge ou elles ſont diſpoſées les unes ſur les autres. L'amande eſt arrondie, comprimée, blanche, & enveloppée d'une membrane coriace qui, en ſe deſſèchant, devient rouſſâtre. Cette amande toute fraîche eſt fort bonne à manger. 
La capſule à quatre pouces & demi de longueur, ſur deux pouces & demi de diamètre. Le calice ne ſubſiſte pas ; il tombe, lorſque le fruit groſſit. 
L'on a repréſenté un grouppe de fleurs, les parties détachées, & un jeune fruit de grandeur naturelle. 
L'on a groſſi une fleur, le piſtil, des pétales détachés & des étamines. 
Cet arbre eſt nommé CACAO par les Galibis & par les Garipons. 
II croît dans les forêts de la Guiane, près la crique des Galibis, rivière Sinémari, & au Maripa, quartier d'Aroura, mais toujours dans des endroits marécageux. 
II étoit en fleur & en fruit dans le mois de Septembre. 
Pour conſerver l'amande du Cacao ; lorſque le fruit eſt dans ſa parfaite maturité, l'on raſſemble auprès d'une cuve la récolte qu'on en a faite ; on coupe par le travers la capſule en deux portions pour en tirer toute la ſubſtance, & les amandes quelle contient, qu'on verſe enſemble dans la cuve. 
Cette ſubſtance ſous vingt-quatre heures entre en fermentation, enſuite ſe liquéfie & devient vineuſe. 
On laiſſe les amandes dans cette liqueur juſqu'à ce que leur membrane ait bruni & qu'on reconnoiſſe que leur germe ſoit mort ; car la bonté du chocolat dépend en partie de la maturité du fruit & du degré de fermentation que l'amande a éprouvée par ce procédé. Les amandes ſe ſéparent avec facilite de la ſubſtance qui les enveloppoit, & ſèchent bientôt. 
La liqueur vineuſe eſt un peu acide & bonne à boire : miſe dans un alambic & diftillée, elle donne un eſprit ardent, inflammable & d'un bon goût. »

— Fusée-Aublet, 1775.